# David Hallberg
David Hallberg (Rapid City, 18 maggio 1982) è un ex ballerino e direttore artistico statunitense.

## Biografia
Ha studiato danza alla scuola del balletto dell'Arizona e poi per un anno con il Balletto dell'Opéra di Parigi prima di unirsi all'American Ballet Theatre.
Dopo esseri unito al corps de ballet, nel 2004 fu promosso a solista e nel 2006 a ballerino principale. Allo stesso tempo danzava anche come ballerino ospite in alcune delle più importanti compagnie al mondo, tra cui il Balleto dell'Opéra di Parigi, il Balletto Mariinskij, il balletto reale svedese e l'Australian Ballet. Nel 2011 divenne il primo ballerino a diventare principale al Balletto Bol'šoj, spinto dal desiderio di danzare ancora con Natalia Osipova. A causa di una lesione alla caviglia Hellberg non cominciò a danzare per la compagnia russa prima del luglio 2014 e rimase a danzare con la compagnia fino al 2017. Sempre nel 2014 ha esordito al Teatro alla Scala, danzando come Siegfried ne Il lago dei cigni di Rudol'f Nureev accanto a Svetlana Jur'evna Zacharova, sua collega al Bol'šoj.
Ha danzato in numerosi ruoli principali del repertorio classico, tra cui il principe Désiré ne La bella addormentata, Siegfried e Von Rothbard ne Il lago dei cigni, Albrecht in Giselle, Romeo in Romeo e Giulietta, il principe in Cenerentola, James ne La Sylphide e Conrad ne Le Corsaire. Per grazia e portamento viene spesso ricordato come danseur noble. Dal gennaio del 2021 è direttore artistico dell'Australian Ballet.
È dichiaratamente gay.